# Kaapse bergzebra
De Kaapse bergzebra (Equus zebra zebra) of bergkwagga is een van de twee ondersoorten van de Bergzebra. De Kaapse bergzebra is een stuk kleiner dan Hartmanns bergzebra en heeft bredere strepen.

## Uiterlijke kenmerken
De Kaapse bergzebra is de kleinste zebra, en heeft een gewicht van 230–260 kg en een schouderhoogte van 1,16 m tot 1,28 m. De Kaapse bergzebra heeft minder strepen dan de Hartmanns bergzebra, maar ze zijn wel een stuk dikker. De horizontale strepen op de benen breiden uit tot aan de hoeven. Aan de achterkant zijn ze bedekt met brede zwarte strepen. De buik is wit en heeft geen strepen. Onder de hals hangt er een kwabbige huidplooi. Ze worden in gevangenschap ongeveer 26 jaar oud.

## Sociaal gedrag
Kaapse bergzebra's leven in kleine groepjes van twee types: familie en vrijgezellen. Een familie bestaat uit een volwassen hengst en tot ongeveer vijf merries (meestal twee of drie) plus hun kroost. Hengsten die geen merries kunnen vinden leven in vrijgezellengroepen. Leden van een familie blijven meestal vele jaren samen.

## Conservatie
De soort is in de twintigste eeuw door het oog van de naald gegaan. In de jaren 1930 was er nog op vijf plaatsen een kleine populatie aanwezig:
Bergen ten westen van Cradock (1937)
Gamkabergen (1971)
Kouga-Baviaanskloofbergen (1923)
Outeniquabergen (1936)
Kammanassiebergen (1926)
De laatste drie daarvan bevonden zich op land dat eigendom van de staat was en onder de bescherming van de Forest Act viel. Later werden dit provinciale natuurreservaten in de jaren hierboven aangegeven. Bij Cradock werd een nationaal park gesticht om de soort van de ondergang te redden. Gamka werd pas later een provinciaal park. De populaties van Outeniqua en Baviaanskloof stierven resp. in de jaren '70 en '80 uit, waarschijnlijk omdat er te veel dieren verplaatst waren naar elders, terwijl de stroperij niet echt onder controle was. Later werd de soort er opnieuw vanuit het nationale park ingevoerd.

## Genetische diversiteit
Op het dieptepunt waren er nog drie kleine populaties over met in totaal niet meer dan 80 dieren. De populatie in het Bergkwaggapark is degene die sindsdien het leeuwendeel van de groei geleverd heeft en van daaruit zijn later in andere reservaten dieren uitgezet. Dit heeft echter geleid tot een erg kleine genetische diversiteit en men vermoedt dat het grote aantal tumoren dat nu bijvoorbeeld in Nationaal Park Bontebok optreedt een gevolg daarvan is. Met de andere twee populaties is het minder goed gegaan, terwijl men eigenlijk hun genetische bijdrage hard nodig heeft.

## Dieet
In Bontebok is een studie geweest naar het dieet van de soort. Het bleek dat driekwart van het voer uit grassen bestond en wel voornamelijk uit drie soorten. Themeda triandra was het populairst vooral in de droge zomermaanden. Cymbopogon marginatus werd vooral in de koele winter gegeten en Eragrostis curvula in de warme herfst. Deze soorten zijn een belangrijk onderdeel van renosterveld, maar het Asteraceae-struikgewas dat daarin ook een grote rol speelt wordt door de dieren gemeden.

## Foto's en video's

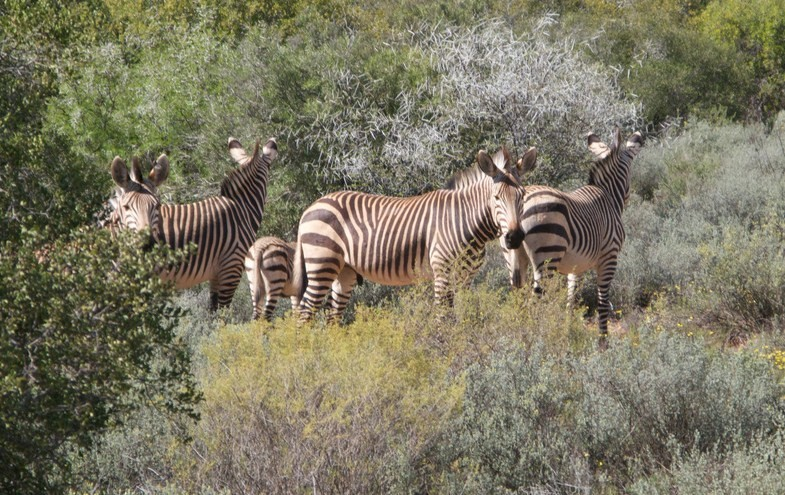
Een familie Kaapse bergzebra's
Een jonge Kaapse bergzebra
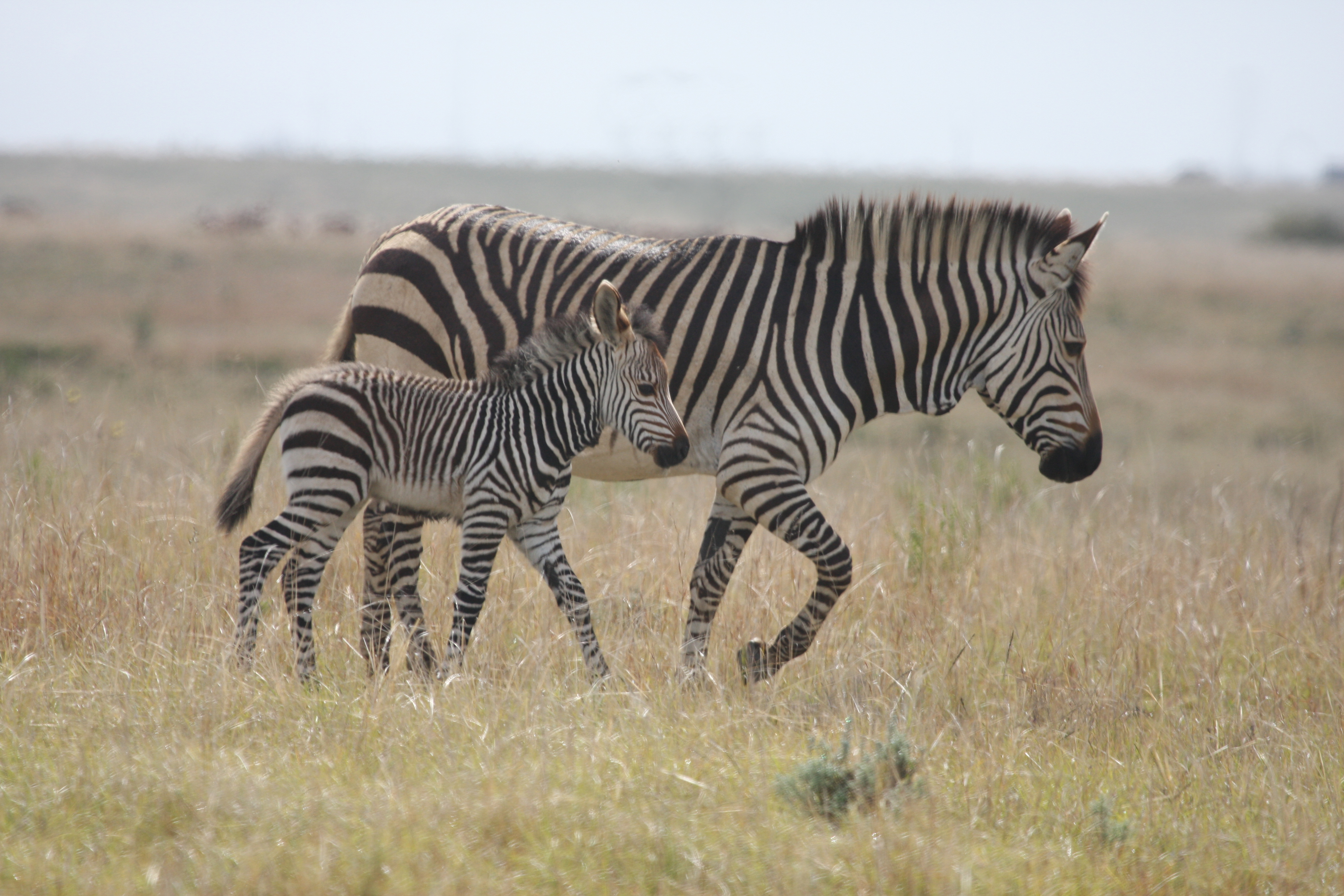
Een Kaapse bergzebra met veulen
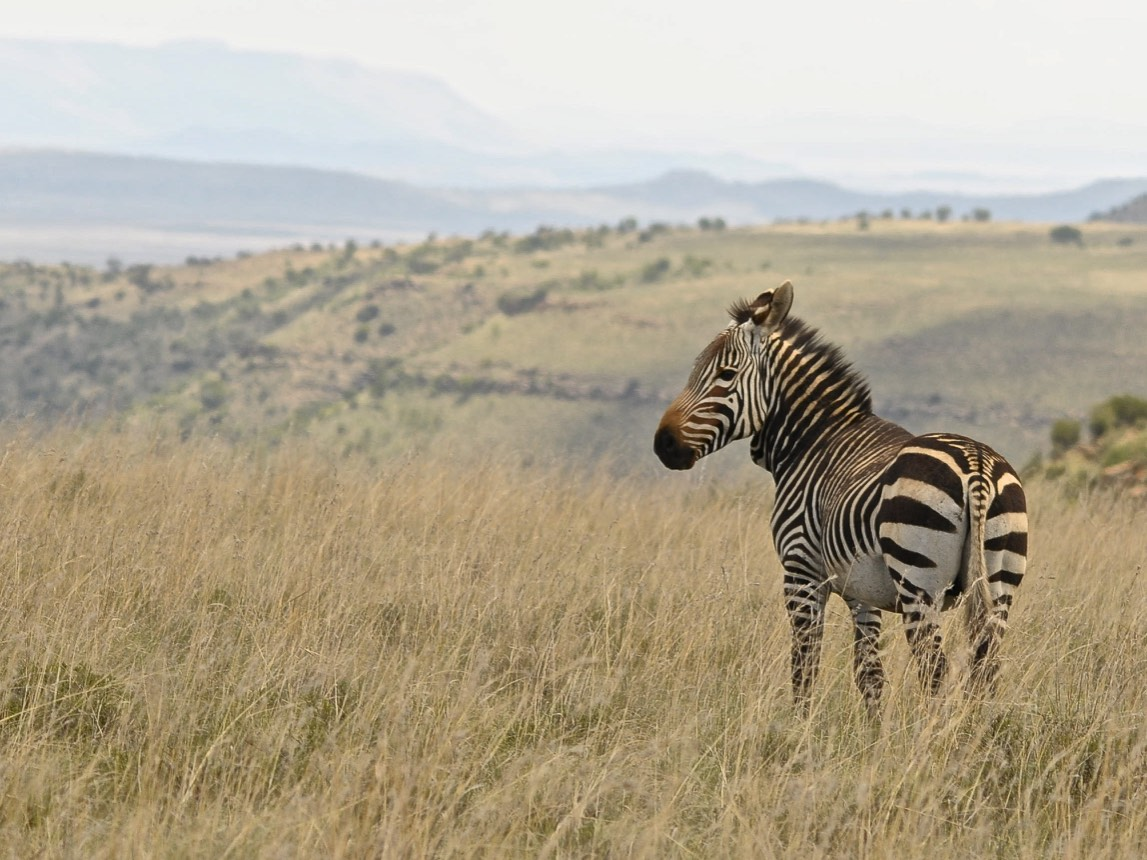
Een Kaapse bergzebra